# Raewyn Connell

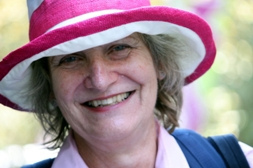
Raewyn Connell, vor 2011

Raewyn Connell (* 3. Januar 1944 in Sydney) ist eine australische Soziologin, die sich kritisch mit Kultur, Medien und politischer Herrschaft beschäftigt und sich zunehmend auf Geschlechterforschung spezialisiert hat. Raewyn Connell ist Professorin für Erziehungswissenschaft an der Universität Sydney. Sie ist eine der bedeutendsten Wissenschaftlerinnen auf dem Gebiet der „kritischen Männerforschung“. Sie hat einen emanzipatorischen Ansatz und verwendet Theorien und Konzepte der feministischen Geschlechterforschung, um die Situation von Männern in der Gesellschaft zu analysieren. Ihr bekanntester und grundlegendster Beitrag zur Männerforschung ist das Konzept einer hegemonialen Männlichkeit.

## Leben
Raewyn Connell wuchs in Sydney auf und besuchte dort die Dee Why Public School und im Anschluss als weiterführende Schulen die Manly High School und North Sydney High School. Ihr Vater, W. F. Connell, war Professor der Erziehungswissenschaften an der Universität Sydney von 1955 bis 1976. Sie nahm anschließend ein Studium der Soziologie an der Universität Melbourne auf, das sie mit einem B. A. Hons abschloss. Nach ihrer Promotion am Department of Government der Universität Sydney und einem Postdoc-Stipendium an der University of Chicago  im Jahr 1970, unterrichtete Connell an den Universitäten Sydney und Flinders. 1976 wurde sie auf den Gründungslehrstuhl für Soziologie an der Macquarie University in Sydney berufen. Sie war zu diesem Zeitpunkt die jüngste australische Wissenschaftlerin, die eine Professur für Soziologie innehatte. 1996 wurde sie nach einem Aufenthalt an der University of California, Santa Cruz auf den Lehrstuhl für Erziehungswissenschaften an der Universität Sydney berufen, den Jahre zuvor ihr Vater besetzt hatte. 
Raewyns langjährige Partnerin Pam Benton, eine Psychologin und aktiv in der australischen Frauenbewegung, starb 1997 an Krebs. Das Paar hat eine gemeinsame Tochter. Connell ist transgeschlechtlich und durchlief erst spät in ihrem Leben ihre Transition zur Frau. Sie setzte sich mit dem Thema Transgeschlechtlichkeit bzw. Transsexualität auch in einigen wissenschaftlichen Publikationen auseinander.

## „Ruling Class – Ruling Culture“
Raewyn Connell publizierte als Soziologie-Lehrstuhlinhaberin der Macquarie University ihr damals auch international beachtetes Buch „Ruling Class – Ruling Culture“ (1977). Der Ansatz ist in ihrem Selbstverständnis eine Anti-„bullshit sociology“ der „Aussie“-Gesellschaft (Alphons Silbermann), politisch an Antonio Gramscis Hegemoniekonzept und soziologisch an Charles Wright Mills elitenkritischer Machtsoziologie orientiert. Connell mahnt eine differenzierte Klassenanalyse der australischen Gesellschaft an, in einer teilweise polemischen Auseinandersetzung mit (bis Mitte der 1970er Jahre vorliegenden) Sozialstrukturanalysen australischer Soziologen. Es folgen Fallstudien zur herrschenden Klasse des Fünften Kontinents und ihrer „Ruling Culture“. Diese wird in vier Abschnitten vorgestellt: (i) Einleitend geht es um empirische Evidenzen zum durch frühe Erfahrungen und Kindheit bestimmten Klassenbewusstsein, sodann (ii) um personale Sozialisation und um (iii) medienbestimmte Mittelschichtstile („middle-class culture“), schließlich ausblickend um (iv) die „pattern of hegemony“ genannte Frage: Wer (beherrscht) wen?

## Wirkungsgeschichtliche Aspekte
Das von Connell entwickelte Konzept zur hegemonialen Männlichkeit hat sich innerhalb der deutschen Soziologie etabliert und wird als grundlegender Ansatz in der wissenschaftlichen Literatur häufig zitiert.

## Schriften (Auswahl)
- Ruling Class – Ruling Culture. Studies of Conflict, Power & Hegenomy in Australian Life, Cambridge: Cambridge University Press, 1977.
- Class Structure in Australian History (1980).
- Making the Difference (1982).
- Gender and Power: Society, the Person and Sexual Politics, Stanford University Press, 1987, ISBN 0-8047-1430-4.
- Masculinities, Cambridge: Polity Press, 1995 ISBN 0-7456-1469-8 (deutsch: Der gemachte Mann: Konstruktion und Krise von Männlichkeiten, Opladen: Leske + Budrich 1999 ISBN 3-8100-1805-8).
- Male Roles, Masculinities and Violence: A Culture of Peace Perspective, UNESCO, 2000 ISBN 92-3-103745-5 (Herausgeber, mit Ingeborg Breines und Ingrid Eide).
- Gender, Cambridge: Polity Press 2001.
- Handbook of Studies on Men and Masculinities, Sage Publications, 2004 (herausgegeben mit Jeff Hearn und Michael Kimmel) ISBN 0-7619-2369-1.